# Mycetophila hetschkoi
Mycetophila hetschkoi es una especie de mosquito del género Mycetophila, categorizada en la tribu Mycetophilini, subfamilia Mycetophilinae.

## Distribución
Se distribuye por Europa: Finlandia, Noruega, Reino Unido, Suecia y Alemania.

## Taxonomía
Fue descrita por Landrock en 1918.
Tratamiento taxonómico
La especie aparece registrada y publicada en Eine neue Mycetophila aus Osterreichisch-Schlesien. Wien. Ent. Zeitg, 37.